# Ĵ
De letter ĵ (j met accent circonflexe) wordt gebruikt in de kunsttaal Esperanto en geeft de klank [ʒ] (zoals het j in het Frans) aan.
Unicode gebruikt U+0134 voor de hoofdletter (Ĵ) en U+0135 voor de kleine letter (ĵ).